# Campionati del mondo di atletica leggera 2015 - Lancio del martello femminile
La gara del lancio del martello femminile dei Campionati del mondo di atletica leggera 2015 si è svolta il 26 e il 27 agosto.

## Podio
| Pos.    | Atleta              | Nazionalità | Misura  |
| ------- | ------------------- | ----------- | ------- |
| Oro     | Anita Włodarczyk    | Polonia     | 80,85 m |
| Argento | Zhang Wenxiu        | Cina        | 76,33 m |
| Bronzo  | Alexandra Tavernier | Francia     | 74,02 m |

## Situazione pre-gara

### Record
Prima di questa competizione, il record del mondo e il record dei campionati erano i seguenti.
| Record                | Prestazione | Atleta                   | Data                             | Competizione  |
| --------------------- | ----------- | ------------------------ | -------------------------------- | ------------- |
| Record mondiale       | 81,08 m     | Anita Włodarczyk Polonia | 1º agosto 2015 Cetniewo, Polonia |               |
| Record dei campionati | 78,80 m     | Tatyana Lysenko Russia   | 16 agosto 2013 Mosca, Russia     | Mondiali 2013 |

### Campionesse in carica
Le campionesse in carica, a livello mondiale e olimpico, erano:
| Campionessa | Atleta                 | Prestazione | Data                               | Competizione               |
| ----------- | ---------------------- | ----------- | ---------------------------------- | -------------------------- |
| Olimpico    | Tatyana Lysenko Russia | 78,18 m     | 10 agosto 2012 Londra, Regno Unito | Giochi della XXX Olimpiade |
| Mondiale    | Tatyana Lysenko Russia | 78,80 m     | 16 agosto 2013 Mosca, Russia       | Campionati del mondo 2013  |

### La stagione
Prima di questa gara, le atlete con le migliori tre prestazioni dell'anno erano:
| Pos. | Atleta                      | Prestazione | Data                              |
| ---- | --------------------------- | ----------- | --------------------------------- |
| 1    | Anita Włodarczyk Polonia    | 81,08 m     | 1º agosto 2015 Cetniewo, Polonia  |
| 2    | Betty Heidler Germania      | 75,73 m     | 1º giugno 2015 Čeboksary, Russia  |
| 3    | Martina Hrašnová Slovacchia | 74,27 m     | 10 maggio 2015 Kawasaki, Giappone |

## Risultati

### Qualificazioni
Le atlete che superano 72.50m (Q) o le migliori 12 misure (q) si qualificano per la finale.
| Pos | Gruppo | Atleta                     | Paese       | 1ª prova | 2ª prova | 3ª prova | Risultato | Note |
| --- | ------ | -------------------------- | ----------- | -------- | -------- | -------- | --------- | ---- |
| 1   | A      | Anita Włodarczyk           | Polonia     | 75,01 m  |          |          | 75,01 m   | Q    |
| 2   | A      | Alexandra Tavernier        | Francia     | 19,22 m  |          |          | 74,39 m   | Q,   |
| 3   | A      | Wang Zheng                 | Cina        | 69,85 m  | 73,06 m  |          | 73,06 m   | Q    |
| 4   | B      | Zhang Wenxiu               | Cina        | 72,92 m  |          |          | 72,92 m   | Q,   |
| 5   | B      | Zalina Marghieva           | Moldavia    | 72,29 m  |          |          | 72,29 m   | q    |
| 6   | B      | Amber Campbell             | Stati Uniti | 72,06 m  |          |          | 72,06 m   | q    |
| 7   | A      | Kathrin Klaas              | Germania    | 71,38 m  | 71,41 m  | 67,81 m  | 71,38 m   | q    |
| 8   | A      | Sophie Hitchon             | Regno Unito | x        | 71,07 m  | x        | 71,07 m   | q    |
| 9   | B      | Betty Heidler              | Germania    | 69,80 m  | 70,60 m  | 69,61 m  | 70,60 m   | q    |
| 10  | A      | Rosa Rodríguez             | Venezuela   | 70,57 m  | x        | x        | 70,57 m   | q    |
| 11  | A      | Amanda Bingson             | Stati Uniti | 66,99 m  | x        | 69,99 m  | 69,99 m   | q    |
| 12  | A      | Alena Sobaleva             | Bielorussia | 68,66 m  | x        | 69,86 m  | 69,86 m   | q    |
| 13  | B      | Sultana Frizell            | Canada      | 69,66 m  | 67,54 m  | 69,37 m  | 69,66 m   |      |
| 14  | A      | Malwina Kopron             | Polonia     | 69,53 m  | 66,13 m  | 67,85 m  | 69,53 m   |      |
| 15  | B      | Yirisleydi Ford            | Cuba        | x        | 67,92 m  | 69,43 m  | 69,43 m   |      |
| 16  | B      | Martina Hrašnová           | Slovacchia  | 68,80 m  | 67,28 m  | 67,63 m  | 68,80 m   |      |
| 17  | B      | Joanna Fiodorow            | Polonia     | 68,72 m  | x        | x        | 68,72 m   |      |
| 18  | A      | DeAnna Price               | Stati Uniti | x        | x        | 68,69 m  | 68,69 m   |      |
| 19  | B      | Réka Gyuratz               | Ungheria    | 64,94 m  | 68,26 m  | 65,37 m  | 68,26 m   |      |
| 20  | B      | Kivilcim Kaya              | Turchia     | 67,98 m  | x        | 66,98 m  | 67,98 m   |      |
| 21  | B      | Jennifer Dahlgren          | Argentina   | 66,89 m  | 67,68 m  | x        | 67,68 m   |      |
| 22  | A      | Liu Tingting               | Cina        | x        | 66,48 m  | 67,07 m  | 67,07 m   |      |
| 23  | B      | Hanna Skydan               | Azerbaigian | 66,91 m  | x        | 66,82 m  | 66,91 m   |      |
| 24  | B      | Silvia Salis               | Italia      | 64,43 m  | x        | 66,80 m  | 66,80 m   |      |
| 25  | A      | Marina Marghieva-Nikisenko | Moldavia    | x        | 66,63 m  | x        | 66,63 m   |      |
| 26  | B      | Tracey Andersson           | Svezia      | x        | 65,28 m  | 65,99 m  | 65,99 m   |      |
| 27  | A      | Iryna Novozhylova          | Ucraina     | 65,65 m  | 65,17 m  | 61,93 m  | 65,65 m   |      |
| 28  | A      | Éva Orbán                  | Ungheria    | 64,57 m  | x        | xm       | 64,57 m   |      |
| 29  | B      | Laura Redondo              | Spagna      | 62,46 m  | 63,86 m  | 63,45 m  | 63,86 m   |      |
| 30  | A      | Tereza Králová             | Rep. Ceca   | 61,13 m  | 61,39 m  | x        | 61,39 m   |      |
|     | B      | Alena Krechyk              | Bielorussia | x        | x        | x        | nm        |      |

### Finale
| Pos.   | Atleta              | Nazionalità | 1ª prova | 2ª prova | 3ª prova | 4ª prova | 5ª prova | 6ª prova | Misura | Note                                     |
| ------ | ------------------- | ----------- | -------- | -------- | -------- | -------- | -------- | -------- | ------ | ---------------------------------------- |
| center | Anita Włodarczyk    | Polonia     | 74.40    | 78.52    | 80.27    | 80.85    | 79.31    | x        | 80.85  | Record dei campionati                    |
| center | Zhang Wenxiu        | Cina        | 73.47    | 75.92    | 73.65    | 76.33    | 69.93    | 72.99    | 76.33  | Miglior prestazione personale stagionale |
| center | Alexandra Tavernier | Francia     | 74.02    | 69.59    | x        | 67.83    | 69.93    | 70.60    | 74.02  |                                          |
| 4      | Sophie Hitchon      | Regno Unito | 71.20    | 71.44    | 73.65    | 71.06    | 72.10    | 73.86    | 73.86  | Record nazionale                         |
| 5      | Wang Zheng          | Cina        | 72.92    | 68.80    | x        | x        | 71.50    | 73.83    | 73.83  |                                          |
| 6      | Kathrin Klaas       | Germania    | 70.61    | 72.72    | 73.13    | 72.65    | 71.64    | 73.18    | 73.18  | Miglior prestazione personale stagionale |
| 7      | Betty Heidler       | Germania    | 69.33    | 72.56    | 72.24    | 72.35    | 71.22    | 69.85    | 72.56  |                                          |
| 8      | Zalina Marghieva    | Moldavia    | 72.15    | 72.20    | 72.38    | x        | 71.87    | x        | 72.38  |                                          |
| 9      | Amanda Bingson      | Stati Uniti | 72.35    | 68.86    | x        |          |          |          | 72.35  | Miglior prestazione personale stagionale |
| 10     | Alena Sobaleva      | Bielorussia | 63.52    | 67.80    | 70.09    |          |          |          | 70.09  |                                          |
| 11     | Rosa Rodríguez      | Venezuela   | x        | x        | 67.78    |          |          |          | 67.78  |                                          |
|        | Amber Campbell      | Stati Uniti | x        | x        | x        |          |          |          | nm     |                                          |